# Arturo Ledesma
Arturo Javier Ledesma Pérez (nacido el 25 de mayo de 1988 en Guadalajara, Jalisco) es un futbolista mexicano, juega de defensa o mediocampista y su equipo actual son los Leones Negros de la U. de G. de la Liga de Expansión MX de México. Es hijo del legendario arquero de Chivas, Javier "Zully" Ledesma.

## Biografía
El también apodado "Zully" o "Zully Jr." debutó con el Guadalajara el 17 de febrero de 2007 en un Chivas - Atlante, donde el Rebaño ganó 3-0, jugaría 5 minutos solamente y una semana después se le presenta otra oportunidad en un Chivas - Necaxa.
Ha participado en otras ocasiones con el primer equipo, una de estas en el torneo de Copa de Campeones de la Concacaf en el 2007, También participó con Chivas Coras en el 2005.
Formó parte de la selección nacional para el mundial de Canadá 2007 en la categoría Sub-20.
Al término del Clausura 2009 Chivas decidió en ya no contar con los servicios del defensa, y se fue a préstamo con el Club Necaxa por dos años con opción a compra. Logró ser bicampeón y ganó el ascenso de forma directa con el equipo del Necaxa.
En el Draft del Apertura 2011, regresó al Club Deportivo Guadalajara.
Para el comienzo del Clausura 2012, fue presentado como nuevo refuerzo del Club de Fútbol Pachuca comprando su carta por 5 años.

## Selección nacional
Ha jugado un partido internacional de las 4 veces convocado a la selección nacional sub-20 en 2007.
Participio en el Mundial de Canadá sub-20 con la selección nacional en el año 2007 donde fueron eliminados en cuartos de final por la selección argentina.

## Clubes
| Club                                          | País     | Año       |
| --------------------------------------------- | -------- | --------- |
| Club Deportivo Guadalajara                    | México   | 2007-2009 |
| Club Necaxa                                   | México   | 2009-2012 |
| Club de Fútbol Pachuca                        | México   | 2012-2013 |
| Alebrijes de Oaxaca                           | México   | 2014      |
| Correcaminos de la UAT                        | México   | 2014-2015 |
| Alebrijes de Oaxaca\|                         | México   | 2015-2016 |
| Tampico Madero                                | México   | 2017-2019 |
| Alebrijes de Oaxaca                           | México\| | 2019-2020 |
| Atlético Morelia                              | México   | 2020-2023 |
| Club Deportivo Leones Negros de la U. de G.\| | México   | 2023-Act. |

## Palmarés

### Títulos nacionales
| Título               | Club             | País   | Año  |
| -------------------- | ---------------- | ------ | ---- |
| Liga de Expansión MX | Atlético Morelia | México | 2022 |
| Liga de Expansión MX | Leones Negros    | México | 2025 |